# Medetera wongabelensis
Medetera wongabelensis är en tvåvingeart som beskrevs av Daniel J. Bickel 1987. Medetera wongabelensis ingår i släktet Medetera och familjen styltflugor. Inga underarter finns listade i Catalogue of Life.